# Я гей и мусульманин
«Я гей и мусульманин» (англ. I Am Gay and Muslim) — документальный фильм 2012 года режиссёра Криса Беллони, снятый им в Марокко, где предусмотрена уголовная ответственность за гомосексуальные контакты.

## Сюжет
Фильм рассказывает о марокканцах-гомосексуалах, которые в течение жизни занимаются изучением своей религиозной и сексуальной идентичности. Разные люди делятся своими личными переживаниями перед камерой, открыто говорят об однополой любви и рассказывают о том, как им приходится скрывать свою тайную сторону жизни.

## Запрет фильма в Кыргызстане
Фильм должен был 28 сентября 2012 года закрыть VI Международный фестиваль документальных фильмов по правам человека «Бир Дуйно Кыргызстан» («Один мир Кыргызстан»), который проходит ежегодно в Бишкеке.
С просьбой не допустить демонстрации фильма к властям Кыргызстана обращался Верховный муфтий страны Рахматулла ажы Эгембердиев. По его словам, данный фильм выставляет ислам в неприглядном виде на примере людей, не имеющих ничего общего в целом с религией. Директор аналитического центра «Религия, право и политика» Кадыр Маликов называл картину провокационной. Маликов подчеркнул, что фильм способен спровоцировать мусульманскую общину страны. По его словам, в фильме идёт настойчивое привязывание проблемы нетрадиционной сексуальной ориентации к исламу. Среди противников демонстрации картины также представители фонда «Мутакаллим», общественного объединения «Акыл эс ыйман рух».
Решением Первомайского районного суда Бишкека фильм был признан экстремистским. В соответствии с решением суда фильм запрещено демонстрировать и распространять на территории Кыргызской республики. Согласно экспертной оценке специалистов Госкомиссии по делам религии республики, фильм «Я гей и мусульманин» содержит признаки возбуждения религиозной вражды и унижения мусульман по религиозному признаку. По словам инспектора Госкомиссии по делам религий Дениса Пышкина, целью фильма является «дестабилизация обстановки в стране».
По словам главы правозащитного центра «Граждане против коррупции» Толеканы Исмаиловой, суд рассмотрел иск без представителей ответчика, поэтому действия сотрудников Госкомитета нацбезопасности, которые могут воспрепятствовать показу фильма, будут незаконными.
Запрет фильма был осуждён «Хьюман Райтс Вотч».